# Robertsomyia paradoxa
Robertsomyia paradoxa är en tvåvingeart som beskrevs av Hardy 1983. Robertsomyia paradoxa ingår i släktet Robertsomyia och familjen borrflugor. Inga underarter finns listade i Catalogue of Life.